# Mimeusemia tara
Mimeusemia tara là một loài bướm đêm trong họ Noctuidae.